# یواس‌اس فاراگات (دی‌دی-۳۴۸)
یواس‌اس فاراگات (دی‌دی-۳۴۸) (به انگلیسی: USS Farragut (DD-348)) یک کشتی بود که طول آن ۳۴۱ فوت ۳ اینچ (۱۰۴٫۰۱ متر) بود. این کشتی در سال ۱۹۳۴ ساخته شد.